# Idris magnus
Idris magnus är en stekelart som först beskrevs av Alan Parkhurst Dodd 1914.  Idris magnus ingår i släktet Idris och familjen Scelionidae. Inga underarter finns listade i Catalogue of Life.